# Gare de Clamecy
Gare de Clamecy vasútállomás Franciaországban, Clamecy településen.

## Vasútvonalak
Az állomást az alábbi vasútvonalak érintik:
- Laroche-Migennes-Cosne-vasútvonal
- Clamecy-Gilly-sur-Loire-vasútvonal
- Clamecy-Never-vasútvonal

## Kapcsolódó állomások
A vasútállomáshoz az alábbi állomások vannak a legközelebb:
- Gare de Coulanges-sur-Yonne (Paris Gare de Bercy)
- Gare de Villiers (Gare de Corbigny)